# بين باركلي
بين باركلي (بالإنجليزية: Ben Barclay) هو لاعب كرة قدم بريطاني، ولد في 7 أكتوبر 1996 في آلترنكهام في المملكة المتحدة. لعب مع برايتون أند هوف ألبيون.